# Cymbidieae
Cymbidieae, tribus kaćunovki, dio potporodice Epidendroideae. Podijeljen je na desetak podtribusa.,, u najnoviji (11. podtribus) smješten je rod podtribus Dipodium, izdvojen iz podtribusa Eulophiinae.

## Podtribusi
1. Tribus Cymbidieae Pfitzer

1. Subtribus Cymbidiinae Benth.
  1. Cymbidium Sw. (80 spp.)
  2. Acriopsis Reinw. ex Blume (6 spp.)
  3. Thecopus Seidenf. (2 spp.)
  4. Thecostele Rchb. fil. (1 sp.)
  5. Devogelia Schuit. (1 sp.)
  6. Grammatophyllum Blume (13 spp.)
  7. Porphyroglottis Ridl. (1 sp.)
2. Subtribus Eulophiinae Benth.
  1. Dipodium R. Br. (42 spp.)
  2. Ansellia Lindl. (1 sp.)
  3. Claderia Hook. fil. (2 sp.)
  4. Imerinaea Schltr. (1 sp.)
  5. Graphorkis Thouars (4 spp.)
  6. Grammangis Rchb.f. (2 spp.)
  7. Eulophia R. Br. (271 spp.)
3. Subtribus Catasetinae Schltr.
  1. Cyanaeorchis Barb. Rodr. (3 spp.)
  2. Grobya Lindl. (5 spp.)
  3. Galeandra Lindl. (32 spp.)
  4. Clowesia Lindl. (8 spp.)
  5. Catasetum Rich. ex Kunth (182 spp.)
  6. Dressleria Dodson (13 spp.)
  7. Cycnoches Lindl. (31 spp.)
  8. Mormodes Lindl. (89 spp.)
4. Subtribus Cyrtopodiinae Benth.
  1. Cyrtopodium R. Br. (49 spp.)
5. Subtribus Oncidiinae Benth.
  1. Psychopsis Raf. (4 spp.)
  2. Psychopsiella Lückel & Braem (1 sp.)
  3. Trichopilia Lindl. (43 spp.)
  4. Cuitlauzina La Llave & Lex. (9 spp.)
  5. Rossioglossum (Schltr.) Garay & G. C. Kenn. (12 spp.)
  6. Cohniella Pfitzer (26 spp.)
  7. Trichocentrum Poepp. & Endl. (65 spp.)
  8. Grandiphyllum Docha Neto (11 spp.)
  9. Saundersia Rchb. fil. (2 spp.)
  10. Lockhartia Hook. (33 spp.)
  11. Ornithocephalus Hook. (54 spp.)
  12. Dunstervillea Garay (1 sp.)
  13. Caluera Dodson & Determann (5 spp.)
  14. Eloyella P. Ortiz (10 spp.)
  15. Zygostates Lindl. (28 spp.)
  16. Phymatidium Lindl. (10 spp.)
  17. Rauhiella Pabst & P. I. S. Braga (3 spp.)
  18. Chytroglossa Rchb. fil. (3 spp.)
  19. Thysanoglossa Porto & Brade (3 spp.)
  20. Platyrhiza Barb. Rodr. (1 sp.)
  21. Hintonella Ames (1 sp.)
  22. Centroglossa Barb. Rodr. (7 spp.)
  23. Trichoceros Kunth (9 spp.)
  24. Telipogon Mutis ex Kunth (247 spp.)
  25. Hofmeisterella Rchb. fil. (3 spp.)
  26. Fernandezia Lindl. (104 spp.)
  27. Vitekorchis Romowicz & Szlach. (7 spp.)
  28. Oncidium Sw. (374 spp.)
  29. Ecuadorella Dodson & G. A. Romero (3 spp.)
  30. Nohawilliamsia M. W. Chase & Whitten (1 sp.)
  31. Otoglossum (Schltr.) Garay & Dunst. (24 spp.)
  32. Cyrtochiloides N. H. Williams & M. W. Chase (3 spp.)
  33. Miltoniopsis God.-Leb. (6 spp.)
  34. Caucaea Schltr. (26 spp.)
  35. Cyrtochilum Kunth (204 spp.)
  36. Miltonia Lindl. (11 spp.)
  37. Cischweinfia Dressler & N. H. Williams (11 spp.)
  38. Oliveriana Rchb. fil. (14 spp.)
  39. Systeloglossum Schltr. (5 spp.)
  40. Aspasia Lindl. (7 spp.)
  41. Brassia R. Br. (67 spp.)
  42. Tolumnia Raf. (26 spp.)
  43. Erycina Lindl. (7 spp.)
  44. Rhynchostele Rchb. fil. (18 spp.)
  45. Notyliopsis P. Ortiz (1 sp.)
  46. Zelenkoa Chase & Williams (1 sp.)
  47. Gomesa R. Br. (139 spp.)
  48. Solenidium Lindl. (3 spp.)
  49. Capanemia Barb. Rodr. (17 spp.)
  50. Plectrophora H. Focke (9 spp.)
  51. Leochilus Knowles & Westc. (14 spp.)
  52. Pterostemma Kraenzl. (6 spp.)
  53. Schunkea Senghas (1 sp.)
  54. Suarezia Dodson (1 sp.)
  55. Sanderella Kuntze (2 spp.)
  56. Rodriguezia Ruiz & Pav. (48 spp.)
  57. Seegeriella Senghas (3 spp.)
  58. Warmingia Rchb. fil. (4 spp.)
  59. Macradenia R. Br. (10 spp.)
  60. Trizeuxis Lindl. (1 sp.)
  61. Macroclinium Barb. Rodr. (48 spp.)
  62. Santanderella P. Ortiz (1 sp.)
  63. Cypholoron Dodson & Dressler (2 spp.)
  64. Notylia Lindl. (52 spp.)
  65. Polyotidium Garay (1 sp.)
  66. Sutrina Lindl. (2 spp.)
  67. Ionopsis Kunth (7 spp.)
  68. Comparettia Poepp. & Endl. (88 spp.)
  69. Quekettia Lindl. (7 spp.)
  70. Archivea Christenson & Jenny (1 sp.)
6. Subtribus Eriopsidinae Szlach.
  1. Eriopsis Lindl. (5 spp.)
7. Subtribus Maxillariinae Benth.
  1. Maxillaria Ruiz & Pav. (661 spp.)
  2. Neomoorea Rolfe (1 sp.)
  3. Lycaste Lindl. (50 spp.)
  4. Anguloa Ruiz & Pav. (9 spp.)
  5. Sudamerlycaste Archila (49 spp.)
  6. Xylobium Lindl. (34 spp.)
  7. Scuticaria Lindl. (12 spp.)
  8. Rudolfiella Hoehne (7 spp.)
  9. Bifrenaria Lindl. (23 spp.)
  10. Guanchezia G. A. Romero & Carnevali (1 sp.)
  11. Horvatia Garay (1 sp.)
  12. Teuscheria Garay (10 spp.)
8. Subtribus Zygopetalinae Schltr.
  1. Zygopetalum Hook. (12 spp.)
  2. Cryptarrhena R. Br. (2 spp.)
  3. Dichaea Lindl. (131 spp.)
  4. Benzingia Dodson (11 spp.)
  5. Chaubardiella Garay (8 spp.)
  6. Stenia Lindl. (23 spp.)
  7. Huntleya Bateman ex Lindl. (15 spp.)
  8. Kefersteinia Rchb. fil. (60 spp.)
  9. xAckersteinia Neudecker (0 sp.)
  10. Stenotyla Dressler (8 spp.)
  11. Cochleanthes Raf. (1 sp.)
  12. Warszewiczella Rchb. fil. (10 spp.)
  13. Pescatoria Rchb. fil. (22 spp.)
  14. Euryblema Dressler (2 spp.)
  15. Chondroscaphe (Dressler) Senghas & Gerlach (14 spp.)
  16. Daiotyla Dressler (5 spp.)
  17. Echinorhyncha Dressler (5 spp.)
  18. Aetheorhyncha Dressler (1 sp.)
  19. Ixyophora Dressler (8 spp.)
  20. Chondrorhyncha Lindl. (7 spp.)
  21. Pridgeonia Pupulin (1 sp.)
  22. Cheiradenia Lindl. (1 sp.)
  23. Warreella Schltr. (2 spp.)
  24. Warreopsis Garay (4 spp.)
  25. Vargasiella C. Schweinf. (3 spp.)
  26. Warrea Lindl. (3 spp.)
  27. Otostylis Schltr. (2 spp.)
  28. Paradisanthus Rchb. fil. (4 spp.)
  29. Hoehneella Ruschi (2 spp.)
  30. Koellensteinia Rchb. fil. (19 spp.)
  31. Galeottia A. Rich. (12 spp.)
  32. Batemannia Lindl. (5 spp.)
  33. Zygosepalum Rchb. fil. (8 spp.)
  34. Chaubardia Rchb. fil. (3 spp.)
  35. Neogardneria Schltr. (1 sp.)
  36. Aganisia Lindl. (4 spp.)
  37. Promenaea Lindl. (19 spp.)
  38. Pabstia Garay (6 spp.)
9. Subtribus Stanhopeinae Benth.
  1. Braemia Jenny (1 sp.)
  2. Paphinia Lindl. (16 spp.)
  3. Horichia Jenny (1 sp.)
  4. Houlletia Brongn. (10 spp.)
  5. Schlimmia Planch. & Linden (2 spp.)
  6. Trevoria F. Lehm. (6 spp.)
  7. Cirrhaea Lindl. (7 spp.)
  8. Gongora Ruiz & Pav. (75 spp.)
  9. Acineta Lindl. (13 spp.)
  10. Lueddemannia Rchb. fil. (3 spp.)
  11. Lacaena Lindl. (2 spp.)
  12. Vasqueziella Dodson (1 sp.)
  13. Polycycnis Rchb. fil. (18 spp.)
  14. Lueckelia Jenny (1 sp.)
  15. Kegeliella Mansf. (4 spp.)
  16. Soterosanthus Lehm. ex Jenny (1 sp.)
  17. Stanhopea Frost ex Hook. (78 spp.)
  18. Embreea Dodson (1 sp.)
  19. Sievekingia Rchb. fil. (11 spp.)
  20. Coryanthes Hook. (65 spp.)
10. Subtribus Coeliopsidinae Szlach.
  1. Coeliopsis Rchb. fil. (1 sp.)
  2. Lycomormium Rchb. fil. (5 spp.)
  3. Peristeria Hook. (10 spp.)
11. Subtribus Dipodiinae[3]
  1. Dipodium R. Br. (40 spp.)